# مجموعة أليل

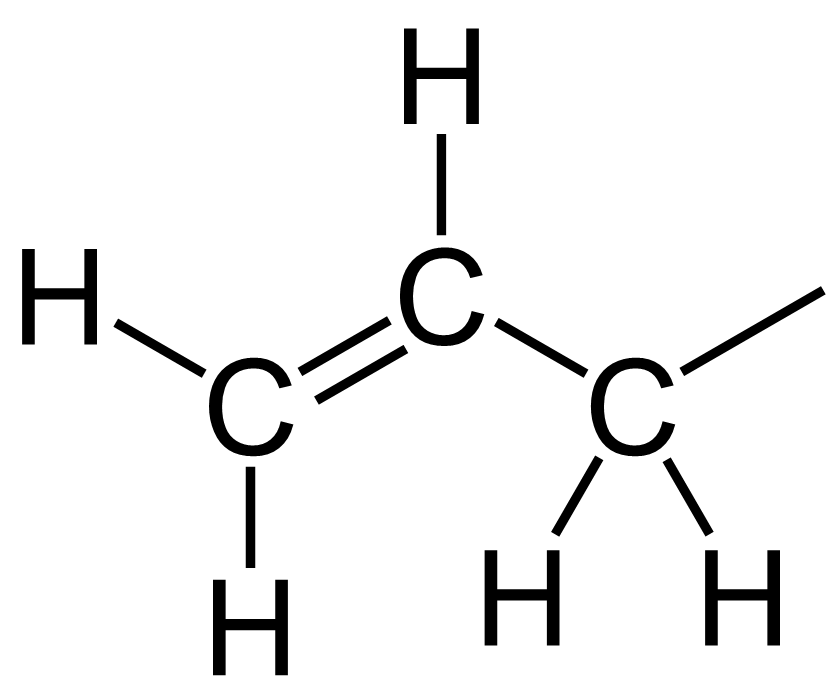
التركيب الكميائى للاليل.

مجموعة الأليل هي مجموعة ألكين هيدروكربوني بالصيغة -H2C=CH-CH2.وهي عبارة عن مجموعة الفاينيل, -CH2=CH مرتبطة مع مثيلين CH2-. فمثلا كحول أليل له التركيب H2C=CHH2C=CH-CH2OH. والمركبات التي تحتوى على مجوعة الأليل تسمى بالمركبات الأليلية. ويسمى الموضع الذي ترتبط فيه مجموعة الأليل (بجوار مجموعة OH في الكحول الأليلي) بالموضع الأليل.
والنسخ المستبدلة للمركب أعلاه، مثل «ترانس»-2ين-1-يل أو مجموعة «كروتيل» (-CH3CH=CH-CH2) يمكن أيضاً أن يرجع لها على أنها مجموعة أليلية.

## التسمية

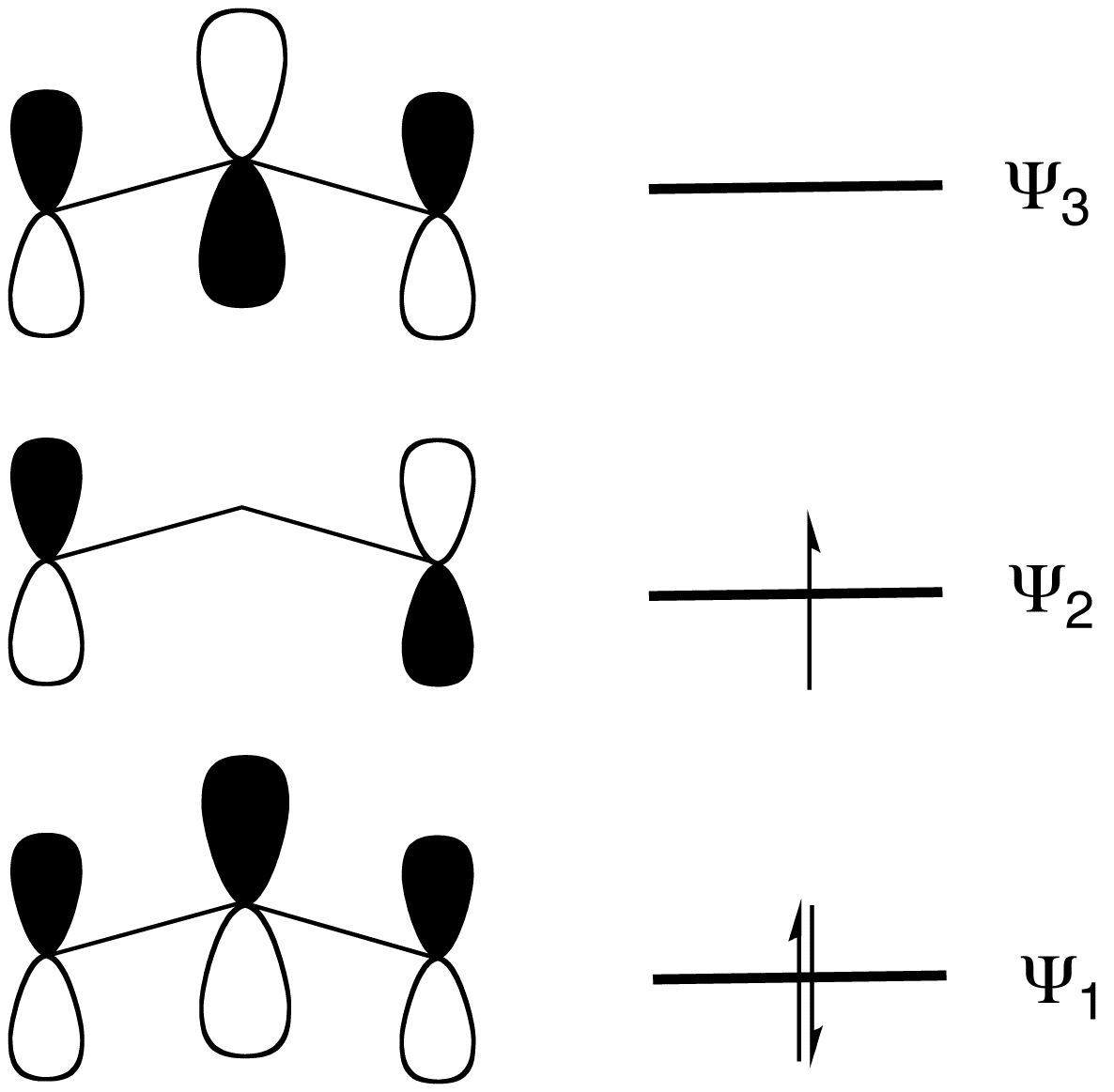
صورة توضح اوربيتالات الرابطة باى في الاليل

هي مصطلح يستخدم بشكل كبير في مجال الكمياء العضوية، ومن خصائصه ان الكترونات الرابطة الباى فيها متحركة، الاليل قد تفقد الكترون من الرابطة الباى وتصبح اليل راديكال Allyl Radical أو تكتسب شحنة موجبة وتصبح اليل كاتين Ally cation أو تكتسب شحنة سالبة وتصبح اليل انانيون Allyl anion وكل تلك الأنواع تدخل كمركبات وسيطة في التفاعلات وجميها تتميز الكربونة المركزية فيها بان تهجينها ذو النوع sp2.

## المواقع الاليلية
يوجد داخل الاليل موقع يسمى مركز الاليل، حيث توصف المجموعة التي تاتى لترتبط في هذا الموقع بالمجموعة الاليلية، وبالتالى فان CH2=CHCH2OH تسمى مجموعة الهيدروكسيد بالاليلك هيدروكسيد، قوة الرابطة C-H bonds الاليلية اضعف بحوالى 15% من نظيرتها في الهيدروكربونات العادية ذو التهجين sp3 وبالتالى فانها أكثر منها دخولا في التفاعلات الكميائية.وكخير مثال على تلك الفاعلية الكميائية الكبيرة هو إنتاج الاستونيرتريل CH2CHCN حيث يتكون عن طريق اكسدة الCH إلى CN بواسطة عامل مؤكسد مثل حامض النيتريك HNO3، يتشابه الاليل مع البنزيل AR-CH في الفاعلية وقوة الرابطة وتشمل التفاعلات الخاصة بالاليل هي اكسدة الاليل، تفاعلات الاين، تفاعلات تروست للالالكنة الغير متماثلة للاليل.

## هومو اليليك
يطلق هذا المصطلح على الذرة المرتبطة بمجموعة الاليل مقال CH2=CHCH2CH2Cl الكلور يطلق عليه هنا تشغل الموقع الهومو اليلك.

## المركبات الاليلية
منها الكحول الاليلى وهو عبارة عن مركب رمزة الكميائى هو H2C=CH-CH2OH حيث يحتوى على ذرتين كربون تهجينهم sp2 وأخرى sp3، كلورات الاليل، يشتق من الاليل عدة مركبات منها حينما تتصل به مجموعة الكرتويل CH3CH=CH-CH2-

## الليجاندات الاليلية في الكيمياء العضوية الفلزية
الليجاندات الاليلية هو مصطلع شائع جدا في الكيمياء العضوية الفلزية حيث يرتبط تلك الليجاندات مع المعدن غى ثلاث مواقع هي ال3 ذرات الكاربون ولهذا تسمى ب η3-binding mode وأيضا هناك من يرتبط عن طريق ذرة كاربون واحدة ويسمى ب η1-allyl complexes وأشهر المركبات الليجندية هي «اليل باليديم كلورايد» وتحضر بواسطة اكسدة هاليدات الاليل.

2 Ni(CO)4 + 2 ClCH2CH=CH2 → Ni2(μ-Cl)2(η3-C3H5)2 + 8 CO